# Lobocleta ossularia
Lobocleta ossularia är en fjärilsart som beskrevs av Jacob Hübner och Charles Andreas Geyer 1837. Lobocleta ossularia ingår i släktet Lobocleta och familjen mätare. Inga underarter finns listade i Catalogue of Life.